# Serie A1 i volleyboll 2000–2001 (damer)
Serie A1 2000-2001 i volleyboll för damer spelades 21 oktober 2000 till 16 maj 2001. Det var den 54:e upplagan av turneringen, som utser de italienska mästarna och 12 klubblag deltog. Virtus Reggio Calabria vann mästerskapet för första gången genom att besegra Volley Bergamo i finalen, men fråntogs senare titeln p.g.a. att en av dess spelare (Cristina Pîrv) inte anställts på rätt sätt. Antonina Zetova var främsta poängvinnare (i grundserien) med 484 poäng.

## Regelverk

### Format
- Tävlingen bestod av en grundserie, där alla möte alla, både hemma och borta, och ett slutspel i cupformat.
- De fyra första lagen i serien genomförde sedan en slutspelscup. Alla möten spelades i bäst av  fem matcher.
- De fyra följande lagen spelade cupspel om en plats i CEV Cup (tävlingen kallas numera CEV Challenge Cup).
- De följande tre lagen spelade ett internt seriespel där det sista laget flyttades ner till Serie A2.
- Det sista laget i serien flyttades ner direkt till Serie A2.

### Rankningskriterier
Om slutresultatet blev 3-0 eller 3-1 tilldelades 3 poäng till det vinnande laget och 0 till det förlorande laget, om slutresultatet blev 3-2 tilldelades 2 poäng till det vinnande laget och 1 till det förlorande laget. Rankningsordningen i serien definierades utifrån:
- Poäng
- Antal vunna matcher
- Kvot vunna / förlorade set
- Kvot vunna / förlorade poäng.

## Deltagande lag
I serien deltog 12 lag. Nyuppflyttade från Serie A2 var Volley 2000 Spezzano och Team Volley Imola, som vunnit uppflyttningskvalet. Ett lag med rätt att delta, PVF Matera, drog sig ur och dess spellicens togs över av Pallavolo Reggio Emilia.
| Klubb                   | Stad               | Hemmaplan                 | Föregående säsong                          |
| ----------------------- | ------------------ | ------------------------- | ------------------------------------------ |
| Volley Bergamo          | Bergamo            | PalaNorda                 | 3:a i Serie A1; Kvartsfinaler i slutspelet |
| Romanelli Volley        | Florens            | Pallazzetto dello Sport   | 10:a i Serie A1                            |
| Team Volley Imola       | Imola              | PalaRuggi                 | 2:a i Serie A2; Vinnare kval               |
| Volley Modena           | Modena             | PalaPanini                | 2:a i Serie A1; Italienska mästare         |
| Centro Ester Pallavolo  | Napoli             | PalaDennerlein            | 5:a i Serie A1; Kvartsfinaler i slutspelet |
| Pallavolo Palermo       | Palermo            | PalaUditore               | 8:a i Serie A1; Kvartsfinaler i slutspelet |
| Pallavolo Sirio Perugia | Perugia            | PalaEvangelisti           | 4:a i Serie A1; Semifinaler i slutspelet   |
| Olimpia Ravenna         | Ravenna            | PalaDeAndrè               | 9:a i Serie A1                             |
| Virtus Reggio Calabria  | Reggio Calabria    | PalaPentimele             | 1:a i Serie A1; Final i slutspelet         |
| Pallavolo Reggio Emilia | Reggio nell'Emilia | PalaBigi                  | 12:a i Serie A1                            |
| Volley 2000 Spezzano    | Spezzano           | PalaBursi                 | 1:a i Serie A2; Vinnare kval               |
| Vicenza Volley          | Vicenza            | Palasport Stad di Vicenza | 6:a i Serie A1; Semifinaler i slutspelet   |

## Turneringen

### Grundserien

#### Resultat[2]
| Första omgången |                               |     |                                   |
|                 |                               |     |                                   |
| 21-10           | Reggio Emilia-Reggio Calabria | 0-3 | 16-25, 16-25, 18-25               |
| 21-10           | Modena-Vicenza                | 2-3 | 25-19, 25-21, 20-25, 22-25, 10-15 |
| 22-10           | Ravenna-Bergamo               | 2-3 | 17-25, 23-25, 26-24, 25-23, 12-15 |
| 22-10           | Spezzano-Perugia              | 1-3 | 16-25, 14-25, 25-17, 22-25        |
| 21-10           | Firenze-Napoli                | 3-0 | 25-20, 25-22, 25-13               |
| 22-10           | Imola-Palermo                 | 3-1 | 25-21, 22-25, 25-22, 27-25        |

| Andra omgången |                         |     |                                   |
|                |                         |     |                                   |
| 29-10          | Napoli-Reggio Emilia    | 3-0 | 25-13, 25-15, 25-12               |
| 29-10          | Reggio Calabria-Firenze | 3-1 | 22-25, 25-20, 25-14, 25-19        |
| 28-10          | Perugia-Imola           | 3-1 | 25-21, 25-21, 18-25, 25-12        |
| 29-10          | Vicenza-Ravenna         | 2-3 | 21-25, 18-25, 25-18, 25-22, 13-15 |
| 29-10          | Bergamo-Spezzano        | 3-0 | 25-19, 25-21, 25-20               |
| 29-10          | Palermo-Modena          | 0-3 | 21-25, 25-27, 12-25               |

| Tredje omgången |                        |     |                                   |
|                 |                        |     |                                   |
| 01-11           | Reggio Calabria-Napoli | 3-1 | 25-22, 25-18, 22-25, 25-18        |
| 01-11           | Modena-Perugia         | 3-0 | 25-15, 25-20, 25-17               |
| 01-11           | Bergamo-Palermo        | 3-0 | 25-16, 25-21, 25-21               |
| 01-11           | Spezzano-Ravenna       | 2-3 | 25-21, 26-24, 19-25, 22-25, 6-15  |
| 01-11           | Reggio Emilia-Vicenza  | 0-3 | 16-25, 23-25, 12-25               |
| 01-11           | Firenze-Imola          | 3-2 | 25-23, 25-27, 25-16, 18-25, 15-13 |

| Fjärde omgången |                         |     |                            |
|                 |                         |     |                            |
| 05-11           | Imola-Modena            | 0-3 | 19-25, 21-25, 24-26        |
| 05-11           | Vicenza-Perugia         | 3-0 | 25-15, 25-14, 25-22        |
| 05-11           | Napoli-Bergamo          | 1-3 | 20-25, 25-23, 18-25, 12-25 |
| 05-11           | Palermo-Firenze         | 3-1 | 27-25, 18-25, 29-27, 25-14 |
| 05-11           | Reggio Emilia-Spezzano  | 1-3 | 21-25, 21-25, 25-16, 26-28 |
| 05-11           | Ravenna-Reggio Calabria | 3-1 | 12-25, 25-22, 25-22, 25-23 |

| Femte omgången |                         |     |                                   |
|                |                         |     |                                   |
| 11-11          | Bergamo-Reggio Calabria | 0-3 | 23-25, 21-25, 20-25               |
| 12-11          | Imola-Vicenza           | 1-3 | 14-25, 17-25, 25-19, 18-25        |
| 11-11          | Modena-Ravenna          | 2-3 | 21-25, 28-26, 25-22, 23-25, 15-17 |
| 12-11          | Palermo-Reggio Emilia   | 3-0 | 25-16, 25-20, 25-19               |
| 12-11          | Firenze-Spazzano        | 3-2 | 16-25, 19-25, 26-24, 25-23, 15-13 |
| 12-11          | Perugia-Napoli          | 3-0 | 28-26, 25-19, 25-23               |

| Sjätte omgången |                         |     |                                   |
|                 |                         |     |                                   |
| 29-11           | Vicenza-Bergamo         | 0-3 | 23-25, 22-25, 24-26               |
| 26-11           | Ravenna-Perugia         | 3-1 | 25-27, 25-22, 25-15, 25-21        |
| 25-11           | Reggio Calabria-Palermo | 3-0 | 25-21, 25-17, 25-15               |
| 26-11           | Reggio Emilia-Firenze   | 0-3 | 22-25, 23-25, 31-33               |
| 26-11           | Spezzano-Imola          | 3-2 | 11-25, 15-25, 25-20, 25-23, 15-10 |
| 26-11           | Napoli-Modena           | 0-3 | 19-25, 17-25, 21-25               |

| Sjunde omgången |                         |     |                            |
|                 |                         |     |                            |
| 03-12           | Modena-Spezzano         | 3-0 | 25-17, 25-16, 25-19        |
| 03-12           | Bergamo-Firenze         | 3-0 | 25-20, 25-20, 25-18        |
| 03-12           | Palermo-Ravenna         | 0-3 | 21-25, 19-25, 24-26        |
| 03-12           | Perugia-Reggio Calabria | 1-3 | 26-24, 23-25, 22-25, 18-25 |
| 03-12           | Vicenza-Napoli          | 3-1 | 23-25, 25-22, 25-22, 28-26 |
| 03-12           | Imola-Reggio Emilia     | 3-1 | 25-23, 23-25, 25-21, 26-24 |

| Åttonde omgången |                        |     |                                   |
|                  |                        |     |                                   |
| 10-12            | Reggio Calabria-Modena | 2-3 | 23-25, 25-16, 29-27, 17-25, 11-15 |
| 08-12            | Reggio Emilia-Bergamo  | 1-3 | 20-25, 26-24, 19-25, 22-25        |
| 09-12            | Napoli-Palermo         | 2-3 | 20-25, 25-21, 25-23, 18-25, 8-15  |
| 09-12            | Spezzano-Vicenza       | 2-3 | 23-25, 20-25, 25-20, 25-22, 11-15 |
| 10-12            | Ravenna-Imola          | 3-0 | 32-30, 25-12, 25-23               |
| 09-12            | Firenze-Perugia        | 3-0 | 25-18, 25-23, 25-22               |

| Nionde omgången |                         |     |                                  |
|                 |                         |     |                                  |
| 17-12           | Spezzano-Napoli         | 1-3 | 25-13, 21-25, 16-25, 16-25       |
| 17-12           | Perugia-Palermo         | 3-0 | 25-16, 25-17, 25-18              |
| 17-12           | Vicenza-Reggio Calabria | 3-2 | 19-25, 24-26, 25-22, 25-22, 15-9 |
| 17-12           | Imola-Bergamo           | 1-3 | 22-25, 25-19, 17-25, 20-25       |
| 17-12           | Modena-Reggio Emilia    | 3-0 | 25-16, 25-22, 25-19              |
| 16-12           | Ravenna-Firenze         | 3-1 | 22-25, 25-22, 25-20, 25-22       |

| Tionde omgången |                          |     |                                   |
|                 |                          |     |                                   |
| 23-12           | Reggio Calabria-Spezzano | 3-0 | 25-17, 25-20, 25-22               |
| 23-12           | Palermo-Vicenza          | 2-3 | 22-25, 11-25, 25-18, 25-21, 11-15 |
| 23-12           | Bergamo-Perugia          | 3-0 | 25-19, 25-17, 25-13               |
| 23-12           | Firenze-Modena           | 0-3 | 19-25, 21-25, 14-25               |
| 23-12           | Reggio Emilia-Ravenna    | 1-3 | 17-25, 25-16, 20-25, 12-25        |
| 23-12           | Napoli-Imola             | 1-3 | 17-25, 23-25, 27-25, 17-25        |

| Elfte omgången |                       |     |                                  |
|                |                       |     |                                  |
| 07-01          | Spezzano-Palermo      | 3-1 | 25-21, 29-27, 23-25, 25-17       |
| 07-01          | Imola-Reggio Calabria | 1-3 | 11-25, 28-26, 17-25, 16-25       |
| 07-01          | Modena-Bergamo        | 0-3 | 28-30, 23-25, 20-25              |
| 07-01          | Perugia-Reggio Emilia | 3-0 | 27-25, 25-19, 25-23              |
| 07-01          | Ravenna-Napoli        | 3-0 | 25-15, 25-18, 25-20              |
| 06-01          | Vicenza-Firenze       | 2-3 | 25-22, 21-25, 30-28, 22-25, 9-15 |

| Tolfte omgången |                               |     |                                  |
|                 |                               |     |                                  |
| 14-01           | Reggio Calabria-Reggio Emilia | 3-0 | 25-23, 25-18, 25-23              |
| 14-01           | Vicenza-Modena                | 0-3 | 22-25, 18-25, 29-31              |
| 14-01           | Bergamo-Ravenna               | 3-1 | 25-23, 25-18, 20-25, 25-21       |
| 14-01           | Perugia-Spezzano              | 3-0 | 25-19, 25-20, 25-14              |
| 14-01           | Napoli-Firenze                | 1-3 | 16-25, 23-25, 25-18, 18-25       |
| 14-01           | Palermo-Imola                 | 3-2 | 17-25, 26-24, 24-26, 25-20, 15-9 |

| Trettonde omgången |                         |     |                                   |
|                    |                         |     |                                   |
| 20-01              | Reggio Emilia-Napoli    | 3-1 | 26-24, 25-22, 23-25, 27-25        |
| 21-01              | Firenze-Reggio Calabria | 0-3 | 20-25, 21-25, 11-25               |
| 21-01              | Imola-Perugia           | 3-2 | 30-28, 26-28, 21-25, 25-18, 17-15 |
| 21-01              | Ravenna-Vicenza         | 2-3 | 22-25, 25-21, 21-25, 25-15, 7-15  |
| 21-01              | Spezzano-Bergamo        | 0-3 | 20-25, 21-25, 20-25               |
| 21-01              | Modena-Palermo          | 3-0 | 25-16, 25-21, 25-17               |

| Fjortonde omgången |                        |     |                                   |
|                    |                        |     |                                   |
| 04-02              | Napoli-Reggio Calabria | 3-0 | 25-22, 25-23, 25-15               |
| 04-02              | Perugia-Modena         | 3-1 | 16-25, 25-22, 25-22, 25-21        |
| 04-02              | Palermo-Bergamo        | 2-3 | 25-22, 15-25, 21-25, 25-22, 7-15  |
| 04-02              | Ravenna-Spezzano       | 3-1 | 25-20, 25-23, 22-25, 25-13        |
| 04-02              | Vicenza-Reggio Emilia  | 0-3 | 16-25, 22-25, 18-25               |
| 04-02              | Imola-Firenze          | 3-2 | 25-20, 22-25, 25-22, 21-25, 15-13 |

| Femtonde omgången |                         |     |                            |
|                   |                         |     |                            |
| 11-02             | Modena-Imola            | 3-0 | 25-17, 25-13, 25-19        |
| 11-02             | Perugia-Vicenza         | 3-0 | 30-28, 25-23, 25-18        |
| 11-02             | Bergamo-Napoli          | 1-3 | 29-31, 26-28, 25-17, 23-25 |
| 11-02             | Firenze-Palermo         | 0-3 | 14-25, 13-25, 18-25        |
| 11-02             | Spezzano-Reggio Emilia  | 0-3 | 12-25, 20-25, 18-25        |
| 11-02             | Reggio Calabria-Ravenna | 3-0 | 25-14, 25-15, 25-22        |

| Sextonde omgången |                         |     |                            |
|                   |                         |     |                            |
| 25-02             | Reggio Calabria-Bergamo | 3-0 | 25-19, 25-22, 25-14        |
| 25-02             | Vicenza-Imola           | 3-1 | 20-25, 25-20, 26-24, 25-17 |
| 24-02             | Ravenna-Modena          | 3-1 | 27-29, 25-23, 25-20, 28-26 |
| 25-02             | Reggio Emilia-Palermo   | 3-0 | 25-23, 25-15, 25-22        |
| 25-02             | Spezzano-Firenze        | 0-3 | 25-27, 21-25, 18-25        |
| 25-02             | Napoli-Perugia          | 3-1 | 18-25, 25-21, 25-21, 25-22 |

| Sjuttonde omgången |                         |     |                            |
|                    |                         |     |                            |
| 28-02              | Bergamo-Vicenza         | 3-1 | 25-21, 25-12, 22-25, 25-15 |
| 28-02              | Perugia-Ravenna         | 1-3 | 19-25, 22-25, 25-23, 23-25 |
| 04-03              | Palermo-Reggio Calabria | 0-3 | 21-25, 17-25, 19-25        |
| 04-03              | Firenze-Reggio Emilia   | 3-1 | 25-22, 25-11, 25-27, 25-18 |
| 04-03              | Imola-Spezzano          | 3-0 | 25-17, 25-17, 25-15        |
| 03-03              | Modena-Napoli           | 3-0 | 25-13, 25-18, 25-17        |

| Artonde omgången |                         |     |                                   |
|                  |                         |     |                                   |
| 11-03            | Spezzano-Modena         | 0-3 | 17-25, 15-25, 18-25               |
| 11-03            | Firenze-Bergamo         | 3-2 | 25-21, 26-24, 20-25, 17-25, 19-17 |
| 11-03            | Ravenna-Palermo         | 3-0 | 25-23, 25-17, 25-20               |
| 10-03            | Reggio Calabria-Perugia | 3-0 | 25-13, 25-13, 25-14               |
| 11-03            | Napoli-Vicenza          | 1-3 | 25-22, 23-25, 18-25, 18-25        |
| 11-03            | Reggio Emilia-Imola     | 0-3 | 23-25, 21-25, 21-25               |

| Nittonde omgången |                        |     |                                   |
|                   |                        |     |                                   |
| 21-03             | Modena-Reggio Calabria | 3-2 | 17-25, 25-22, 25-21, 25-27, 15-11 |
| 18-03             | Bergamo-Reggio Emilia  | 3-2 | 25-16, 28-30, 25-19, 21-25, 15-13 |
| 18-03             | Palermo-Napoli         | 2-3 | 25-21, 25-14, 18-25, 23-25, 13-15 |
| 18-03             | Vicenza-Spezzano       | 3-0 | 25-22, 25-14, 25-19               |
| 18-03             | Imola-Ravenna          | 1-3 | 18-25, 18-25, 25-17, 21-25        |
| 18-03             | Perugia-Firenze        | 3-1 | 23-25, 25-19, 25-17, 25-17        |

| Tjugonde omgången |                         |     |                                  |
|                   |                         |     |                                  |
| 25-03             | Napoli-Spezzano         | 3-0 | 25-21, 25-15, 25-21              |
| 25-03             | Palermo-Perugia         | 2-3 | 25-23, 23-25, 25-21, 24-26, 7-15 |
| 25-03             | Reggio Calabria-Vicenza | 3-1 | 25-22, 18-25, 25-21, 25-21       |
| 24-03             | Bergamo-Imola           | 3-0 | 25-22, 25-21, 25-18              |
| 25-03             | Reggio Emilia-Modena    | 1-3 | 14-25, 25-27, 25-20, 25-27       |
| 25-03             | Firenze-Ravenna         | 0-3 | 17-25, 21-25, 23-25              |

| Tjugoförsta omgången |                          |     |                            |
|                      |                          |     |                            |
| 01-04                | Spezzano-Reggio Calabria | 0-3 | 15-25, 16-25, 23-25        |
| 01-04                | Vicenza-Palermo          | 3-1 | 27-25, 23-25, 25-23, 25-17 |
| 01-04                | Perugia-Bergamo          | 0-3 | 25-27, 12-25, 18-25        |
| 01-04                | Modena-Firenze           | 3-1 | 24-26, 25-23, 25-14, 25-18 |
| 01-04                | Ravenna-Reggio Emilia    | 3-0 | 25-23, 25-23, 25-15        |
| 01-04                | Imola-Napoli             | 3-0 | 25-20, 25-20, 25-20        |

| Tjugoandra omgången |                       |     |                                   |
|                     |                       |     |                                   |
| 08-04               | Palermo-Spezzano      | 3-0 | 25-17, 25-19, 26-24               |
| 07-04               | Reggio Calabria-Imola | 3-0 | 25-12, 25-17, 25-19               |
| 08-04               | Bergamo-Modena        | 3-0 | 25-18, 25-15, 27-25               |
| 08-04               | Reggio Emilia-Perugia | 2-3 | 21-25, 25-11, 22-25, 25-19, 10-15 |
| 08-04               | Napoli-Ravenna        | 1-3 | 25-23, 19-25, 20-25, 16-25        |
| 08-04               | Firenze-Vicenza       | 0-3 | 14-25, 12-25, 22-25               |

#### Sluttabell[3]
| Pos. | Lag                     | Pt | M  | V  | F  | SV | SF | Kvot  | PV    | PV    | Kvot  |
| ---- | ----------------------- | -- | -- | -- | -- | -- | -- | ----- | ----- | ----- | ----- |
| 1.   | Virtus Reggio Calabria  | 54 | 22 | 17 | 5  | 58 | 20 | 2.900 | 1 854 | 1 542 | 1.202 |
| 2.   | Olimpia Ravenna         | 53 | 22 | 18 | 4  | 59 | 27 | 2.185 | 1 995 | 1 828 | 1.091 |
| 3.   | Volley Bergamo          | 52 | 22 | 18 | 4  | 57 | 23 | 2.478 | 1 912 | 1 659 | 1.152 |
| 4.   | Volley Modena           | 48 | 22 | 16 | 6  | 54 | 24 | 2.250 | 1 853 | 1 618 | 1.145 |
| 5.   | Vicenza Volley          | 39 | 22 | 14 | 8  | 48 | 39 | 1.230 | 1 947 | 1 858 | 1.047 |
| 6.   | Pallavolo Sirio Perugia | 32 | 22 | 11 | 11 | 39 | 41 | 0.951 | 1 739 | 1 801 | 0.965 |
| 7.   | Romanelli Volley        | 27 | 22 | 10 | 12 | 37 | 46 | 0.804 | 1 774 | 1 899 | 0.934 |
| 8.   | Team Volley Imola       | 25 | 22 | 8  | 14 | 36 | 49 | 0.734 | 1 824 | 1 919 | 0.950 |
| 9.   | Centro Ester Pallavolo  | 21 | 22 | 7  | 15 | 31 | 50 | 0.620 | 1 724 | 1 878 | 0.917 |
| 10.  | Pallavolo Palermo       | 20 | 22 | 6  | 16 | 29 | 53 | 0.547 | 1 716 | 1 853 | 0.926 |
| 11.  | Pallavolo Reggio Emilia | 14 | 22 | 4  | 18 | 22 | 55 | 0.400 | 1 632 | 1 814 | 0.899 |
| 12.  | Volley 2000 Spezzano    | 11 | 22 | 3  | 19 | 18 | 61 | 0.295 | 1 558 | 1 859 | 0.838 |

| Kvalificerade för slutspel | Vidare till spel CEV Cup-plats | Vidare till nedflyttningskval | Nerflyttade till Serie A2 |

### Slutspel

#### Spelschema
|  | Semifinaler            | Semifinaler | Semifinaler    | Semifinaler | Semifinaler | Semifinaler |                        |   | Final | Final | Final | Final | Final | Final |  |
|  |                        |             |                |             |             |             |                        |   |       |       |       |       |       |       |  |
|  | Virtus Reggio Calabria | 3           | 3              | 2           | 3           |             |                        |   |       |       |       |       |       |       |  |
|  | Virtus Reggio Calabria | 3           | 3              | 2           | 3           |             |                        |   |       |       |       |       |       |       |  |
|  | Volley Modena          | 0           | 0              | 3           | 2           |             |                        |   |       |       |       |       |       |       |  |
|  | Volley Modena          | 0           | 0              | 3           | 2           |             | Virtus Reggio Calabria | 1 | 3     | 3     | 3     |       |       |       |  |
|  |                        |             |                |             |             |             | Virtus Reggio Calabria | 1 | 3     | 3     | 3     |       |       |       |  |
|  |                        |             | Volley Bergamo | 3           | 0           | 2           | 1                      |   |       |       |       |       |       |       |  |
|  | Volley Bergamo         | 3           | Volley Bergamo | 3           | 0           | 2           | 1                      | 3 | 3     |       |       |       |       |       |  |
|  | Volley Bergamo         | 3           |                |             |             |             |                        |   |       |       |       |       |       |       |  |
|  | Olimpia Ravenna        | 0           | 2              | 1           |             |             |                        |   |       |       |       |       |       |       |  |

#### Resultat[4]
| Semifinaler |                        |     |                     |
|             |                        |     |                     |
| 14-04       | Modena-Reggio Calabria | 0-3 | 20-25, 19-25, 20-25 |
| 14-04       | Bergamo-Ravenna        | 3-0 | 29-27, 25-20, 25-20 |

| 18-04 | Reggio Calabria-Modena | 3-0 | 25-20, 27-25, 25-20               |
| 18-04 | Ravenna-Bergamo        | 2-3 | 11-25, 25-22, 26-24, 18-25, 11-15 |

| 21-04 | Reggio Calabria-Modena | 2-3 | 25-18, 23-25, 25-15, 12-25, 14-16 |
| 22-04 | Ravenna-Bergamo        | 1-3 | 20-25, 21-25, 25-17, 23-25        |

| 25-04 | Modena-Reggio Calabria | 2-3 | 25-23 20-25 16-25 25-14 9-15 |

| Final |                         |     |                                   |
|       |                         |     |                                   |
| 05-05 | Bergamo-Reggio Calabria | 3-1 | 25-19, 25-27, 26-24, 25-12        |
| 09-05 | Reggio Calabria-Bergamo | 3-0 | 25-17, 25-21, 25-16               |
| 12-05 | Reggio Calabria-Bergamo | 3-2 | 25-21, 22-25, 21-25, 25-20, 15-11 |
| 16-05 | Bergamo-Reggio Calabria | 1-3 | 23-25, 26-28, 26-24, 20-25        |

### Spel CEV Cup-plats

#### Spelschema
|  | Semifinaler             | Semifinaler | Semifinaler             | Semifinaler |                |   | Final | Final | Final | Final |  |
|  |                         |             |                         |             |                |   |       |       |       |       |  |
|  | Vicenza Volley          | 3           | 3                       |             |                |   |       |       |       |       |  |
|  | Vicenza Volley          | 3           | 3                       |             |                |   |       |       |       |       |  |
|  | Team Volley Imola       | 1           | 1                       |             |                |   |       |       |       |       |  |
|  | Team Volley Imola       | 1           | 1                       |             | Vicenza Volley | 3 | 3     |       |       |       |  |
|  |                         |             |                         |             | Vicenza Volley | 3 | 3     |       |       |       |  |
|  |                         |             | Pallavolo Sirio Perugia | 0           | 0              |   |       |       |       |       |  |
|  | Pallavolo Sirio Perugia | 3           | Pallavolo Sirio Perugia | 0           | 0              | 3 |       |       |       |       |  |
|  | Pallavolo Sirio Perugia | 3           |                         |             |                |   |       |       |       |       |  |
|  | Romanelli Volley        | 2           | 2                       |             |                |   |       |       |       |       |  |

#### Resultat[5]
| Semifinaler |                 |     |                                   |
|             |                 |     |                                   |
| 22-04       | Vicenza-Imola   | 3-1 | 25-15, 22-25, 25-19, 25-23        |
| 22-04       | Perugia-Firenze | 3-2 | 25-17, 18-25, 25-23, 20-25, 21-19 |

| 26-04 | Imola-Vicenza   | 1-3 | 25-21, 23-25, 23-25, 20-25       |
| 25-04 | Firenze-Perugia | 2-3 | 22-25, 25-27, 28-26, 25-22, 6-15 |

| Final |                 |     |                     |
|       |                 |     |                     |
| 05-05 | Vicenza-Perugia | 3-0 | 26-24, 25-22, 25-18 |
| 10-05 | Perugia-Vicenza | 0-3 | 21-25, 24-26, 15-26 |

### Nedflyttningskval

#### Resultat[3]
| 1:a omgången |                       |     |                                   |
|              |                       |     |                                   |
| 20-04        | Reggio Emilia-Palermo | 3-2 | 25-22, 25-20, 21-25, 18-25, 15-10 |
| 21-04        | Palermo-Napoli        | 3-2 | 18-25, 18-25, 25-19, 25-22, 16-14 |
| 22-04        | Reggio Emilia-Napoli  | 3-1 | 25-23, 27-25, 15-25, 26-24        |

| 2:a omgången |                       |     |                                   |
|              |                       |     |                                   |
| 27-04        | Palermo-Napoli        | 2-3 | 14-25, 27-25, 25-19, 22-25, 13-15 |
| 28-04        | Reggio Emilia-Napoli  | 0-3 | 23-25, 17-25, 16-25               |
| 29-04        | Palermo-Reggio Emilia | 1-3 | 25-20, 21-25, 23-25, 22-25        |

| 3:e omgången |                       |     |                                   |
|              |                       |     |                                   |
| 04-05        | Napoli-Reggio Emilia  | 3-0 | 25-20, 25-18, 25-23               |
| 05-05        | Reggio Emilia-Palermo | 3-2 | 25-19, 24-26, 23-25, 25-23, 15-10 |
| 06-05        | Napoli-Palermo        | 3-1 | 23-25, 25-13, 25-17, 26-24        |

#### Sluttabell[3]
| Pos. | Lag                     | Pt | M | V | F | SV | SF | Kvot  | PV  | PV  | Kvot  |
| ---- | ----------------------- | -- | - | - | - | -- | -- | ----- | --- | --- | ----- |
| 1.   | Centro Ester Pallavolo  | 12 | 6 | 4 | 2 | 15 | 9  | 1.666 | 560 | 492 | 1.138 |
| 2.   | Pallavolo Reggio Emilia | 10 | 6 | 4 | 2 | 12 | 12 | 1.000 | 521 | 543 | 0.959 |
| 3.   | Pallavolo Palermo       | 5  | 6 | 1 | 5 | 11 | 17 | 0.647 | 578 | 624 | 0.926 |

| Nerflyttade till Serie A2 |

## Resultat för deltagande i andra turneringar
| Klubb                  | Kvalificerat för                    |
| ---------------------- | ----------------------------------- |
| Virtus Reggio Calabria | European Champions League 2001–2002 |
| Volley Bergamo         | Top Teams Cup 2001–2001             |
| Olimpia Ravenna        | CEV Cup 2001–2001                   |
| Volley Modena          | CEV Cup 2001–2001                   |
| Vicenza Volley         | CEV Cup 2001–2001                   |
| Pallavolo Palermo      | Serie A2 2001/2002                  |
| Volley 2000 Spezzano   | Serie A2 2001/2002                  |

## Statistik[7]
| Vunna poäng | Vunna poäng         | Vunna poäng | Vunna poäng            |
| Pos.        | Namn                | Poäng       | Lag                    |
| ----------- | ------------------- | ----------- | ---------------------- |
| 1           | Antonina Zetova     | 484         | Volley Bergamo         |
| 2           | Evgenija Artamonova | 450         | Virtus Reggio Calabria |
| 3           | Elisa Togut         | 447         | Vicenza Volley         |
| 4           | Slavka Homzová      | 406         | Team Volley Imola      |
| 5           | Henriëtte Weersing  | 387         | Olimpia Ravenna        |
| 6           | Carmen Țurlea       | 385         | Centro Ester Pallavolo |
| 7           | Prikeba Phipps      | 322         | Volley Modena          |
| 8           | Vania Beccaria      | 318         | Pallavolo Palermo      |
| 9           | Hanka Pachale       | 311         | Volley Modena          |
| 10          | Heather Bown        | 308         | Olimpia Ravenna        |

| Vunna attacker | Vunna attacker      | Vunna attacker | Vunna attacker          |
| Pos.           | Namn                | Poäng          | Lag                     |
| -------------- | ------------------- | -------------- | ----------------------- |
| 1              | Antonina Zetova     | 441            | Volley Bergamo          |
| 2              | Elisa Togut         | 394            | Vicenza Volley          |
| 3              | Evgenija Artamonova | 388            | Virtus Reggio Calabria  |
| 4              | Carmen Țurlea       | 352            | Centro Ester Pallavolo  |
| 5              | Slavka Homzová      | 347            | Team Volley Imola       |
| 6              | Henriëtte Weersing  | 325            | Olimpia Ravenna         |
| 7              | Therese Crawford    | 290            | Pallavolo Reggio Emilia |
| 8              | Prikeba Phipps      | 289            | Volley Modena           |
| 9              | Vania Beccaria      | 278            | Pallavolo Palermo       |
| 10             | Hanka Pachale       | 275            | Volley Modena           |

| Vunna block | Vunna block         | Vunna block | Vunna block             |
| Pos.        | Namn                | Poäng       | Lag                     |
| ----------- | ------------------- | ----------- | ----------------------- |
| 1           | Simona Gioli        | 80          | Virtus Reggio Calabria  |
| 1           | Manuela Leggeri     | 80          | Volley Modena           |
| 3           | Paola Paggi         | 75          | Vicenza Volley          |
| 4           | Anna Vania Mello    | 65          | Volley Bergamo          |
| 5           | Francien Huurman    | 60          | Team Volley Imola       |
| 6           | Antonella Bragaglia | 59          | Centro Ester Pallavolo  |
| 7           | Heather Bown        | 58          | Olimpia Ravenna         |
| 8           | Cinzia Perona       | 55          | Pallavolo Palermo       |
| 8           | Elena Čebukina      | 55          | Pallavolo Sirio Perugia |
| 10          | Ingrid Visser       | 53          | Vicenza Volley          |

| Serveess | Serveess             | Serveess | Serveess                |
| Pos.     | Namn                 | Poäng    | Lag                     |
| -------- | -------------------- | -------- | ----------------------- |
| 1        | Evgenija Artamonova  | 35       | Virtus Reggio Calabria  |
| 2        | Cinza Perona         | 23       | Pallavolo Palermo       |
| 2        | Elena Čebukina       | 23       | Pallavolo Sirio Perugia |
| 4        | Darina Mifkova       | 22       | Vicenza Volley          |
| 5        | Henriëtte Weersing   | 19       | Olimpia Ravenna         |
| 6        | Brigitte Soucy       | 18       | Volley Bergamo          |
| 6        | Frauke Dirickx       | 18       | Vicenza Volley          |
| 6        | Margarita Okrachkova | 18       | Centro Ester Pallavolo  |
| 9        | Janis Kelly          | 16       | Pallavolo Sirio Perugia |
| 9        | Slavka Homzová       | 16       | Team Volley Imola       |
| 9        | Elisa Togut          | 16       | Vicenza Volley          |

| Perfekta mottagningar | Perfekta mottagningar | Perfekta mottagningar | Perfekta mottagningar  |
| Pos.                  | Namn                  | Poäng                 | Lag                    |
| --------------------- | --------------------- | --------------------- | ---------------------- |
| 1                     | Emanuela Pernici      | 366                   | Team Volley Imola      |
| 2                     | Carolina Costagrande  | 341                   | Olimpia Ravenna        |
| 3                     | Stacy Sykora          | 330                   | Olimpia Ravenna        |
| 4                     | Evelyn Carrera        | 277                   | Pallavolo Palermo      |
| 5                     | Aneta Germanova       | 276                   | Romanelli Volley       |
| 6                     | Tatjana Sidorenko     | 256                   | Team Volley Imola      |
| 7                     | Moira Banchieri       | 244                   | Romanelli Volley       |
| 8                     | Dania Innocenti       | 242                   | Volley 2000 Spezzano   |
| 9                     | Evgenija Artamonova   | 241                   | Virtus Reggio Calabria |
| 10                    | Alessia Torri         | 237                   | Virtus Reggio Calabria |

OBS: Uppgifterna gäller enbart grundserien